# Alasmidonta atropurpurea
Alasmidonta atropurpurea је шкољка из реда Unionoida. 

## Угроженост
Ова врста се сматра угроженом.

## Распрострањење
Врста има станиште у Сједињеним Америчким Државама, тачније у савезној држави Џорџија.

## Станиште
Станишта врсте су речни екосистеми и слатководна подручја. 